# Keizerlijke Orde van Verdienste
De Keizerlijke Orde van Verdienste (Engels: Imperial Service Order) werd in augustus 1902 door Koning Eduard VII van het Verenigd Koninkrijk ingesteld en was bedoeld voor administratieve en lager geplaatste medewerkers van het Britse koloniale bestuur. Men kon na 25 jaar dienst in de koloniën worden benoemd maar na 16 jaren in ongezonde gebieden kwam men ook voor de decoratie in aanmerking. De leden, heren én dames, kunnen en konden worden benoemd, plaatsen de letters "ISO" achter hun naam.
De Orde heeft een enkele rang en de leden zijn "Companions".
Het kleinood van deze voormalige Britse koloniale orde die door landen van het Gemenebest kan worden toegekend, is een achtpuntige zilveren ster met een kroon op de hoogste stralen. In het medaillon is het monogram van de regerende vorst aangebracht.Op de band daaromheen staat het motto " Voor trouwe dienst" (Engels"For Faithful Service"). Het lint is donkerrood met een brede blauwe middenstreep. Dames dragen een afwijkend kleinood met een zilveren lauwerkrans in plaats van een ster aan een strik.
Op de centrale gouden medaillons is het monogram van de regerende Britse vorst of vorstin afgebeeld. Er zijn tot op heden vijf verschillende kleinoden met monogrammen, VRI, ERI, GvRI, GviRI en ER aangemaakt. De kort regerende Eduard VIII kwam niet aan het verlenen van orden met een eigen monogram toe.
De kroon boven het medaillon is niet de Imperial State Crown maar de heraldische tudorkroon. 

## De Keizerlijke Medaille van Verdienste
Lagere, niet leidinggevende, ambtenaren kunnen vermits zij 25 jaar in het bestuur hebben gewerkt bij hun pensionering met de "Keizerlijke Medaille van Verdienste" (Engels:"Imperial Service Medal") worden gedecoreerd. Zij mogen dan de letters "ISM" achter hun naam plaatsen.Het lint van deze zilveren medaille is gelijk aan dat van de Orde. In 1993 besloot de Britse regering de ISO niet meer toe te kennen maar de medaille nog wel te blijven verlenen. Alleen de regering van het Koninkrijk Papoea-Nieuw-Guinea dat met het Verenigd Koninkrijk in een personele unie is verbonden kent nog Orde én medaille toe.